# Rak signální
Rak signální (Pacifastacus leniusculus) je původem severoamerický (ze států Kalifornie a Nevada) invazní druh raka. Do Evropy byl zavlečen v 60. letech 20. století, na území Česka se dostal v 80. letech 20. století. V Česku žije především na jihu a jihovýchodě.

## Popis
Rak signální obvykle dorůstá délky 6–9 cm, ačkoli jsou zaznamenány i velikosti 16–18 cm. Od původních druhů raků je rozpoznatelný tím, že jako jediný má na klepetech v místě spojení pohyblivé a nepohyblivé části výraznou světlou skvrnu, která může být úplně bílá až světle modrá. Obývá potoky, řeky, rybníky i jezera. Rozmnožuje se na podzim, samice následně klade 200 až 400 vajíček, z nichž se na jaře líhnou mladí jedinci. Ti pohlavně dospívají ve věku 2 až 3 let. Naděje na dožití je okolo 20 let. Přirozenými predátory jsou některé ryby, ptáci a šelmy, například norek americký a psík mývalovitý.

## Význam
V Evropě jde o invazní druh. Je odolnější vůči organickému znečištění i vůči vysokým teplotám vody v letním období než rak říční. Soužití obou druhů je neúnosné, rak signální vytlačuje raka říčního, neboť je agresivnější a rychleji se množí. Navíc přenáší račí mor, vůči němuž je však imunní. Pokud je populace raka signálního stabilní a dostatečně rozsáhlá, je jeho odstranění velmi obtížné. Proto je důležité zabránit dalšímu šíření preventivními opatřeními. Je na seznamu 88 invazivních druhů vydaném Evropskou unií.